# 愛知川

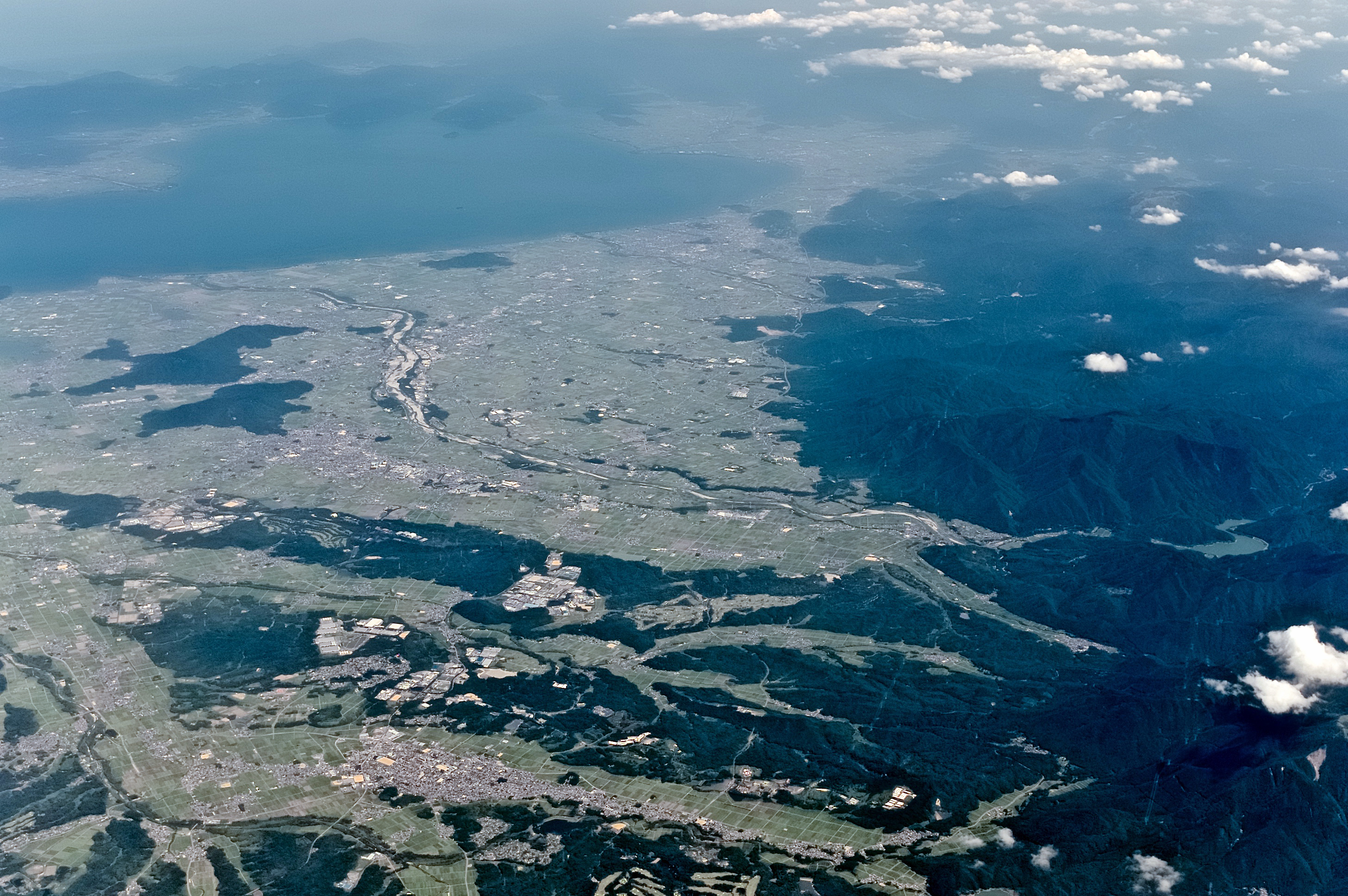
愛知川の扇状地

愛知川（えちがわ）は、滋賀県東部（湖東地域）を流れる淀川水系の一級河川。

## 地理
鈴鹿山脈の鈴ヶ岳（標高1,130m）の北西及び西に位置する桜峠（一本木）、ミノガ峠を端とする御池川と雨乞岳（標高1,237.7m）に源を発する神崎川が深い峡谷を刻みながら流れ、永源寺町政所付近で合流し北西へと流れを変え、大きな扇状地を形成する。下流では彦根市と東近江市の境界となりつつ琵琶湖へ注ぐ。
上流から中流にかけての東近江市内では国道421号（八風街道）が並行する。

## 名所旧跡
- 湖東三山（金剛輪寺、西明寺、百済寺）
- 永源寺 - 紅葉の名所。
- 東近江市八日市地区の河川敷では、毎年5月に大凧祭りが開催される。
- 中流の東近江市五個荘地区は、近江商人発祥の地として知られる。

## 名産
- 政所茶 - 上流域で産出

## 交通

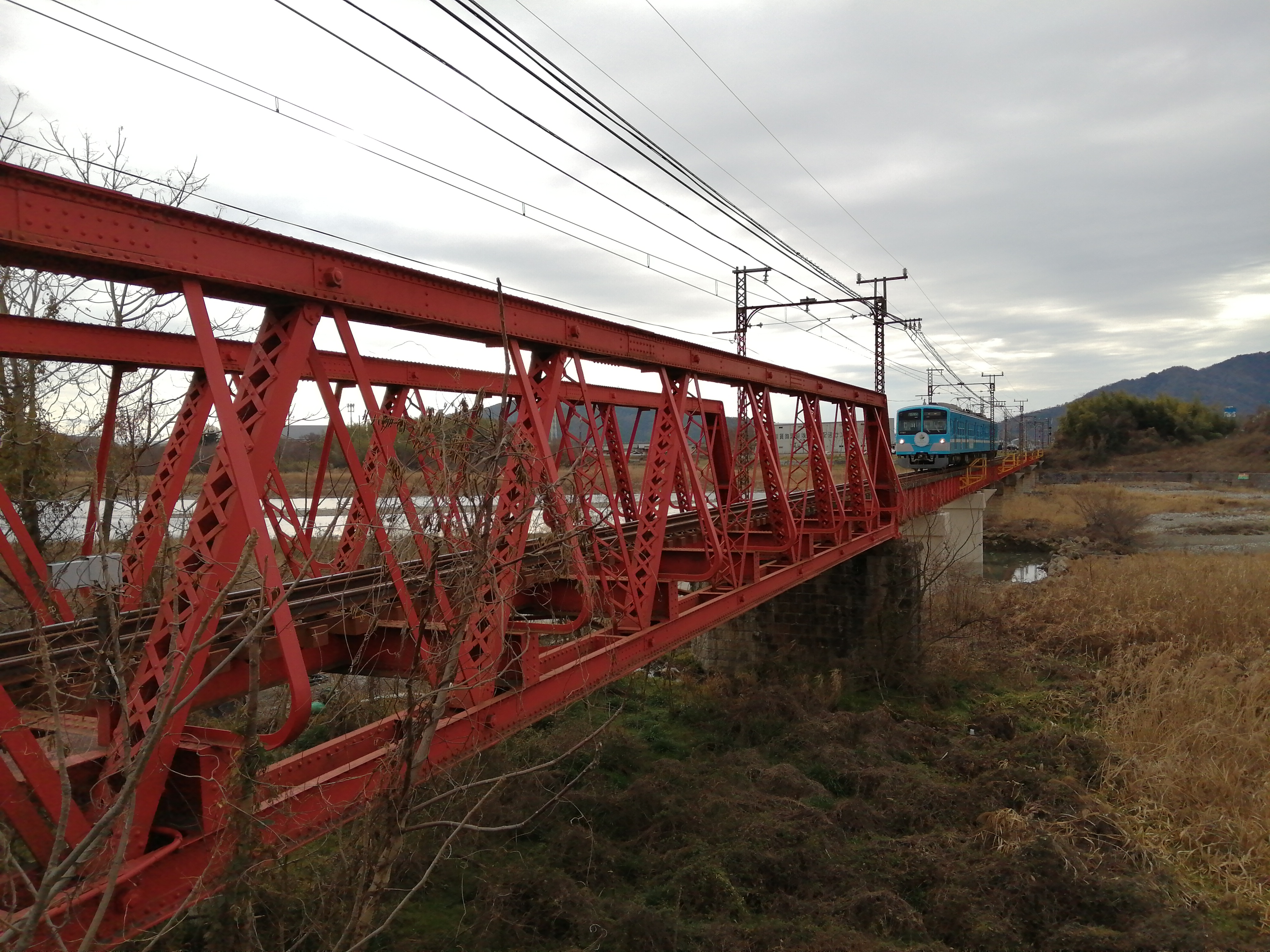
近江鉄道愛知川橋梁

愛知川に架かる愛知川橋梁は近江鉄道本線（愛知川駅 - 五箇荘駅間）の橋の一つで、1898年に建設された橋長239mのトラス橋である（2008年に国の登録有形文化財に登録）。

## 流域の自治体
滋賀県
東近江市、愛知郡愛荘町、彦根市